# 笠置 (防護巡洋艦)
笠置（かさぎ、旧仮名:かさき） は、日本海軍の防護巡洋艦。艦名は京都府の笠置山による。山上にある笠置寺 (鹿路寺) は後醍醐天皇が挙兵した地で、名勝・旧跡となっている。

## 概要
1896年 (明治32年) にアメリカへ発注された防護巡洋艦2隻のうちの1隻。
竣工後にイギリスのアームストロング社へ回航し、同地で兵器を装備した。
義和団事件では「愛宕」に続いて太沽へ派遣され、陸戦隊を北京へ派兵し邦人救出にあたった。
日露戦争では第一艦隊第三戦隊司令官の出羽重遠中将が乗艦して旗艦を務め、黄海海戦や日本海海戦に参加した。
1911年 (明治44年) に「鳥羽」が中国大陸に回航する際は浮きドックに「鳥羽」を載せ、「笠置」がその浮きドックごと上海へ曳航する手段が採られた。
また第一次世界大戦に従軍した。
1916年 (大正5年) 7月20日に津軽海峡 (北海道亀田半島) で坐洲、8月10日に船体破壊、11月5日に除籍された。

## 艦型
基本計画はフィリップ・ワッツ卿が行い、(アメリカでの建造であるが) イギリス式の艦型となった。
「高砂」の改良型であり、船体が「高砂」と比べて長さが若干延長されて排水量が増加したが、3隻共似た艦容になった。
菊花紋章
「笠置」の場合、艦首の菊花紋章は両舷に1つずつ装着された (「千歳」は中央に1つ)。

### 機関
ボイラーは円缶 (片面) 12基を装備し、蒸気圧力はボイラーで155 psi (1,068.7 kPa)、主機入口で150 psi (1,034.2 kPa)。
「笠置」は補助缶1基 (バーチカル式、蒸気圧力100 psi (7.0 kg/cm2) ) を上甲板に備えた。
主機は3段4筒レシプロ、気筒の直径は高圧32.3 in (820 mm)、中圧42.8 in (1,087 mm)、低圧74.8 in (1,900 mm)x2本、行程29.52 in (750 mm)。
「高砂」と比べて直径がわずかに増やされ、行程は同一だった。
出力は回転数165rpmで17,000 hp (12,677 kW)を計画した。
1904年の調査で15,500 hp (11,558 kW)(笠置、千歳共)とする資料もある。
石炭搭載量は計画で1,000ロングトン (1,016 t)。
1901年の報告によると「笠置」の実際の搭載量は、常用815 t、予備249 tの合計1,064 t。

### 兵装
砲熕兵装
「高砂」とほぼ同じであるが、配置が若干違う。
水雷兵装
甲板舷側に装備した水上旋回発射管4門と艦首に装備の水上固定発射管1門の計5門を計画した。
明治32年5月24日付で「笠置」「千歳」の艦首発射管の廃止が上申され、
5月29日に認められた
。
魚雷にジャイロスコープを内蔵することで舷側発射管から艦首方向へ魚雷発射が可能になり、艦首発射管の必要が無くなった。
- 「笠置」: 保式(または安式[22][注釈 8])14 in (35.6 cm)水上薬発発射管(前方旋回40度、後方旋回20度、俯角2度) 4門[30]、保式14 in (35.6 cm)魚雷 8本[31]
- 「千歳」: 安式薬発旋回発射管 4門[32][33]、保式14 in (35.6 cm)魚雷 8本[34]

電気兵装
探照灯はエジソン式を4基、前後艦橋左右舷側に各1基を装備し、水面からの探照灯基礎までの高さは30 ft (9.1 m)。
給電用に発電機3基を機械室に設置した。

### 防御
防水区画は「笠置」で142区画、「千歳」で130区画と、「高砂」の109区画より増やされ、二重底内は「笠置」で15区画、「千歳」で16区画と逆に減らされた。

#### 装甲
1904年8月調の資料によると装甲は以下の通り。
- 甲板傾斜部:4+1⁄2 in (114 mm)
- 甲板水平部:1+3⁄4 in (44 mm)

『Conway1860-1905』によると以下の通り。
- 甲板傾斜部:4+1⁄2 in (114 mm)
- 甲板水平部:2+1⁄2 in (64 mm)
- 主砲楯前面:4+1⁄2 in (114 mm)
- 主砲楯側面:2+1⁄2 in (64 mm)
- 12cm砲盾:2+1⁄2 in (64 mm)
- 司令塔:4+1⁄2 in (114 mm)

## 公試成績
アメリカで行われた公試で自然通風21.67ノット、強圧通風22.75ノットを記録した。
『海軍帝国機関史』には160.8rpm、13,492 hp (10,061 kW)と記されている。

## 艦型の変遷

### 機関の変遷
1910年 (明治43年) にボイラーを宮原式缶12基に換装した。
「笠置」の遭難時に作成された「軍艦笠置取外品目録」によると最終時にも補助缶を装備していた。

### 兵装の変遷
砲熕兵装
1904年8月時点での砲熕兵装は以下の通り。
- (45口径[21])8 in (20.3 cm)速射砲 2門
- (40口径[21])12cm速射砲 10門
- (40口径[21])12ポンド速射砲[注釈 5] 12門
- 47㎜軽速射砲 4門

同年12月にマスト上の47mm砲2門は船首楼甲板後端両舷へ移動、残り2門は撤去された。
水雷兵装
魚雷は1911年時で18 in (45.7 cm)三八式二号魚雷を搭載した。
無線兵装
1901年 (明治34年) 10月に横須賀で装備工事を行った。

### 最終時兵装
遭難時の搭載兵器は以下の通り。
- 45口径安式8 in (20.3 cm)砲 2門[41]
- 40口径安式4.7 in (12 cm)砲 10門[42]
- 40口径安式3 in (7.6 cm)砲 12門[43]
- 麻式6.5mm機砲 1基[44]
- 18 in (45.7 cm)(艦本式[45])水上旋回発射管[46] 4門[47]
- 三八式二号18 in (45.7 cm)魚雷[48] 8本[49]
- 小掃海具、中掃海具[50]
- エジソン式60cm探照灯 4基[51]
- 方向探知機1組、軽便送信機1基、四三式軽便受信機1組[52]

#### 端艇
参考 : 「軍艦笠置取外品目録」から判る所属端艇は以下の通り。
- 汽艇[53]
- カッター 2隻[54]
- ギグ 2隻[55]
- 通船 3隻[56]
- ピンネース[54]

## 艦歴

### 計画・建造
日清戦争後の1896年（明治29年）、六六艦隊計画の第一期拡張計画では3隻の防護巡洋艦が計画され、1隻がイギリス、2隻がアメリカに発注された。アメリカへの発注は外交上の配慮からと言われ、同国の東西にある造船所に1隻ずつ発注されている。
第一号二等巡洋艦はクランプ社に発注され、同年12月31日に製造契約を結び、
翌1897年 (明治30年) 2月13日に起工した。
日本海軍はイギリスとアメリカで建造される軍艦4隻の艦名を検討、第一号二等巡洋艦は「千早」または「白根」を予定していた。
3月26日付で第一号二等巡洋艦は「笠置」と命名される。
「笠置」は第二号二等巡洋艦に予定されていた名称であった が、同艦は「千歳」と命名された。
1898年（明治31年）
1月20日進水。
当日は副大統領夫妻、国務長官夫妻、海軍長官夫妻などのアメリカ側要人約200名、現地邦人約100名の来賓が出席、
(シャンパンを割る普通の進水式では無く) 日本式のくす玉を使った進水式が行われ、午後1時に海軍長官息女のヘレン・ロングが紐を引いて金色のくす玉が割れ、6羽の白い鳩が飛んだ。
当時の現地新聞の切り抜きが日本の公文書に残されている。
3月21日付で日本海軍は海軍軍艦及び水雷艇類別標準を制定、
笠置は二等巡洋艦に類別された。
「笠置」は同年10月24日に竣工した。
なお、この時の吃水は19 ft 3+1⁄4 in (5.874 m)で計画の17 ft 9 in (5.410 m)より1 ft 6+3⁄4 in (0.476 m)増 (排水量450LT増) となっており、
契約上は日本側が受取拒否も出来た。
ただ乾舷の低下と復元力の悪化は許容範囲であり速力は計画より良かったため、領収することとした。
翌日デラウェアで挙行された米西戦争凱旋記念観艦式に参列した。
同年11月2日にアメリカを出発し
24日タイン川河口に到着、
12月6日からアームストロング社で兵器搭載工事を行った。
1899年（明治32年）
2月16日から大砲水雷公試発射を実施、
3月7日に兵器搭載工事は終了した。
3月16日、ポーツマスを出港。
ジブラルタル、マルタ、ポートサイド、アデン、コロンボ、シンガポールに寄港し、
5月16日、横須賀に到着した。
10月21日に公試運転、
翌22日に大砲公試発射を国内で行った。

### 1900年
1900年（明治33年）の義和団の乱により5月30日に横須賀を出港、6月4日に大沽に進出した。同日士官5名と水兵69名を陸戦隊として天津に派遣した。9月に帰国。

### 1902年

#### 南鳥島派遣
1902年7月、アメリカ政府からマーカス島（南鳥島）占領許可を得たアンドリュー・A・ローズヒルという者が島へと向かった。
これを受けて日本政府は「笠置」を派遣 (7月22日付で派遣の訓令)。
「笠置」は7月23日横須賀を出港、
ローズヒル一行が着く前の7月27日に南鳥島に着き、陸戦隊を上陸させて横須賀に戻った (8月3日着) 。
7月30日に島へ着いたローズヒル一行は、結局引き返すこととなり、8月6日同島を出発した。
陸戦隊は8月29日に「高千穂」へ乗艦し島を離れた。

### 1903年
大演習観艦式
1903年（明治36年）4月、神戸沖で挙行された大演習観艦式に参列、第二列に配置された。
座礁事故
大湊へ浮船渠を曳航するために「笠置」は7月21日午前9時56分に佐世保を出港したが、
翌22日午前3時48分に角島の西で座礁、
夜明け後に自力で離礁を試みたが失敗した。
23日午後6時55分に救援の「高砂」が現場に到着、
24日午前に曳航による離礁を試みたがロープが切断するなどで失敗した。
昨晩の重量物撤去が十分でなかったため、
「笠置」から更に重量物を降ろした。
翌25日朝から再度離礁を試み午前9時45分に成功した。
同日「笠置」は油谷湾に回航し。
以後は重量物の再搭載などの事後処理を行った。
艦底の損傷は軽微で浸水も僅かだったため、佐世保海軍造船廠で応急修理を行うことになった。
なお「比叡」
「不知火」「第56号水雷艇」
「第一呉丸」「第二呉丸」「旅順丸」も人員、物資の輸送などで救援に関わった。

### 日露戦争
12月28日、常備艦隊が解隊され、戦艦を中心とする第一艦隊（司令長官：東郷平八郎海軍中将、旗艦：戦艦三笠）と巡洋艦が主体の第二艦隊（司令長官：上村彦之丞海軍中将、旗艦：装甲巡洋艦出雲）が設置される。第一・第二艦隊で連合艦隊（司令長官：東郷中将）を構成した。笠置は第一艦隊隷下の第三戦隊（防護巡洋艦《千歳・笠置・吉野・高砂》）に配属される。
1904年（明治37年）からの日露戦争では旅順攻略作戦、黄海海戦等に参加、翌1905年5月27日の日本海海戦にも参加した。
凱旋観艦式
同年10月23日、横浜沖で挙行された凱旋観艦式に参列、第二列に配置された。

### 少尉候補生練習航海
1910年（明治43年）に海軍兵学校38期（栗田健男・五藤存知・三川軍一ら）の少尉候補生を載せハワイ方面に航海。

### 1911年
「鳥羽」輸送
辛亥革命中の1911年 (明治44年) 11月25日から12月3日にかけて砲艦「鳥羽」を載せた浮きドックを佐世保から上海まで曳航した。
「笠置」は11月13日に竹敷要港部所属の浮ドックを曳航して竹敷を出港し、
翌14日午前9時20分佐世保着。
11月30日午前9時に「鳥羽」を載せた浮きドックを曳航し佐世保を出港した。
帰りは空の浮きドックを曳航し12月4日上海を出港、
8日午後6時に竹敷着、浮きドックを要港部へ引渡して午後9時に同地発、
翌9日午前8時 (または7時50分) に佐世保へ帰港した。

### 第一次世界大戦
第一次世界大戦では青島攻略作戦に参加、その後は南支方面の警備に従事した。

### 機関少尉候補生練習航海
1914年 (大正3年) 12月15日付で機関少尉候補生の乗艦させ練習航海を行うよう令達が出された。
「笠置」は翌16日に候補生を乗艦させ、翌1915年 (大正4年) 1月に横須賀軍港を出港し太平洋側を巡航して国内各地に寄港、その後基隆、馬公、香港、青島、威海衛、旅順、大連、鎮南浦、鎮海、佐世保と巡り、次いで日本海に入り舞鶴などに寄港、更に大湊、室蘭などに寄港し、8月横須賀に帰港、という予定が立てられた。
「笠置」は1915年8月12日午前8時50分に横須賀ヘ帰港した。
御大礼特別観艦式
同1915年12月4日、横浜沖で挙行された御大礼特別観艦式に参列。
再び練習航海
1915年 (大正4年) 12月卒業の機関少尉候補生の練習航海を行った。
「笠置」は同月20日に候補生を乗艦させ、翌1916年 (大正5年) 1月に横須賀軍港を出港し太平洋側を巡航して国内各地に寄港、その後基隆、馬公、香港、青島、旅順、大連、鎮南浦、仁川、鎮海と巡り、次いで日本海に入り舞鶴、ウラジオストクに寄港、更に国内の大湊、室蘭などに寄港し、7月横須賀に帰港、という予定が立てられた。

### 1916年
ウラジオストク派遣
大戦中の1916年（大正5年）、日露戦争の戦利艦である戦艦「相模」は「ペレスヴェート」（ロシア語: Пересвет）に艦名を戻し、ウラジオストクで引き渡された。ペレスヴェートは5月23日、同港外で座礁。笠置が横須賀海軍工廠と舞鶴海軍工廠の職工を遭難現場まで移送した。

### 喪失
遭難
同年7月2日、給油船志自岐丸が秋田県土崎港に入港の際、風や波に流され坐洲。
同船を曳航するために「笠置」は18日に横須賀を出港して秋田に向かう。
濃霧や潮流の影響で津軽海峡に入る頃には艦位の推定に誤差が生じていた。
20日午後2時34分、前方に海岸の白波を認め後進全速や錨を降ろすなどを行ったが、
2時36分に渡島国亀田郡尻岸内錨地で坐洲した。
坐洲した周囲には暗礁が散在するなど元々離洲が困難な場所であり、その後は押し寄せる波浪により船体が海岸側へ移動し離洲が一層困難になった。
救難
救難のために「津軽」と救難船「栗橋丸」が横須賀から派遣され、
「志自岐丸」救難に派遣されていた「最上」も (7月21日に秋田を出港し)「笠置」救難に向かった (24日着)。
「若宮」も派遣された。
また台湾方面へ輸送任務で馬公に停泊していた「関東」にも救難に向かうよう7月31日付で訓令が出されたが、
機関故障や淡水補充のために派遣が遅れ、
「関東」が現地到着する前に救難作業は中止となった。
放棄
8月8日から天候が荒れ、
8月10日夜に船体が破壊された。
8月12日に離洲作業の中止命令が出され、以後は兵器・弾薬などを引き揚げる作業に移った。
引き揚げ品は「労山」「若宮」などで横須賀に送られた。
9月13日現場での作業終了
9月14日に最後の陸揚品を大湊要港部に引き渡し、作業は終了した。
後に査問委員会が開かれ、
喪失の原因は濃霧などで艦位が確実でない状況下でありながら周囲の確認が不充分で慎重に航海を進めなかったこと、
などにあるとして艦長と航海長に責任が問われた。
「笠置」は同年11月5日除籍、
艦艇類別等級表からも削除された。

### その後
11月5日の訓令により、残骸の監守として大湊要港部から監視員が派遣された。
11月7日付で旧「笠置」売却の訓令が出され、
12月12日に240,000円で売却、翌1917年 (大正6年) 1月30日付で引き渡された。
解体は同年6月12日迄の予定だったが、3月に暴風雨により設備が破壊、流失し、また夏場の3カ月は波浪が高く作業が困難などの事情があり解体期限が1918年 (大正7年) 3月31日まで延長されている。

## 艦長
※『日本海軍史』第9巻・第10巻の「将官履歴」及び『官報』に基づく。
回航委員長
- 柏原長繁 大佐：1898年3月1日 -

艦長
- 柏原長繁 大佐：不詳 - 1899年6月9日
- 永峰光孚 大佐：不詳 - 1900年12月6日
- 矢島功 大佐：1900年12月6日 - 1901年10月1日
- 坂本一 大佐：1901年10月1日 - 1902年10月23日
- 佐伯誾 大佐：1902年10月25日 - 1903年4月12日
- 西紳六郎 大佐：1903年5月14日 - 9月11日
- 井手麟六 大佐：1903年9月11日 - 1905年1月7日
- （心得）山屋他人 中佐：1905年1月7日 - 1月12日
- 山屋他人 大佐：1905年1月12日 - 6月14日
- 有馬良橘 大佐：1905年6月14日 - 12月12日
- 西山保吉 大佐：1905年12月12日 - 1907年8月5日
- 山縣文蔵 大佐：1907年8月5日 - 1908年4月20日
- 東郷吉太郎 大佐：1908年9月15日 - 12月10日
- （兼）築山清智 大佐：1908年12月10日 - 1909年2月14日
- （兼）久保田彦七 大佐：1909年2月14日 - 4月7日
- （兼）臼井幹蔵 大佐：1909年11月1日 - 12月1日
- （兼）北野勝也 大佐：1910年2月16日 - 3月19日
- 山路一善 大佐：1910年3月19日 - 1911年4月12日
- 近藤常松 大佐：1911年5月23日 - 12月1日
- 志摩猛 大佐：1911年12月1日 - 1912年12月1日
- 岡田三善 大佐：1913年5月24日 - 12月1日
- 飯田久恒 大佐：1913年12月1日 - 1914年5月27日
- 馬場祐内 大佐：1914年5月27日 -
- （心得）古川鈊三郎 中佐：1914年11月10日 - 12月1日
- 古川鈊三郎 大佐：1914年12月1日 - 1915年7月19日
- （心得）松村菊勇 中佐：1915年9月25日 - 12月13日
- 桜井真清 大佐：1915年12月13日 - 1916年9月25日

## 艦船符号

### 信号符字
- GQJT（1898年4月15日-）[148]